# Dendrobium paathii
Dendrobium paathii är en orkidéart som beskrevs av Johannes Jacobus Smith. Dendrobium paathii ingår i släktet Dendrobium, och familjen orkidéer. Inga underarter finns listade i Catalogue of Life.